# Буюк-Хамурпет
Буюк-Хамурпет (Хамурпет, Акдоган, тур. Büyük Akdoğan Gölü, Büyük Hamurpet Gölü) — кратерное озеро в горах Акдоган в Турция. Расположено в районе Варто ила Муш/
Буюк-Хамурпет находится на высоте 2153 м над уровнем моря. Площадь поверхности — около 11 км² (11,145 км²). Глубина озера — 21 м. К югу от озера находится озеро Кючук-Хамурпет, имеющее меньший размер.
Зимой озеро замерзают, толщина слоя льда достигает 40 см.
Озёра Хамурпет образовались в результате извержения вулкана в горах Акдоган. Полное таяние снега вокруг озер происходит в конце мая.

Флора озер Акдоган. Регион Qûçan — это полностью коричневая почва. Другие места полукоричневые и состоят из различных типов почвы.